# Miscophus niger
Miscophus niger är en stekelart som beskrevs av Anders Gustav Dahlbom 1844. Miscophus niger ingår i släktet Miscophus, och familjen Crabronidae. Arten är reproducerande i Sverige.